# Municipio de Rocksbury
El municipio de Rocksbury (en inglés: Rocksbury Township) es un municipio ubicado en el condado de Pennington en el estado estadounidense de Minnesota. En el año 2010 tenía una población de 1211 habitantes y una densidad poblacional de 13,46 personas por km².

## Geografía
El municipio de Rocksbury se encuentra ubicado en las coordenadas 48°3′49″N 96°10′57″O / 48.06361, -96.18250. Según la Oficina del Censo de los Estados Unidos, el municipio tiene una superficie total de 89.95 km², de la cual 88,6 km² corresponden a tierra firme y (1,5 %) 1,35 km² es agua.

## Demografía
Según el censo de 2010, había 1211 personas residiendo en el municipio de Rocksbury. La densidad de población era de 13,46 hab./km². De los 1211 habitantes, el municipio de Rocksbury estaba compuesto por el 96,04 % blancos, el 0,08 % eran afroamericanos, el 1,07 % eran amerindios, el 0,33 % eran asiáticos, el 0,99 % eran de otras razas y el 1,49 % eran de una mezcla de razas. Del total de la población el 3,47 % eran hispanos o latinos de cualquier raza.